# Indravarman II
Indravarman II (tiếng Khmer: ឥន្ទ្រវរ្ម័នទី២) là vua của Đế quốc Khmer, con trai của Jayavarman VII.:132 Có sự tranh cãi về thời gian ông ta cai trị, vì người kế vì ông ta, Jayavarman VIII, có lẽ đã cho phá hủy những ghi chép lịch sử về ông, chỉ còn câu viết để lại đề cập trực tiếp đến ông, tường thuật là ông mất vào năm 1243.:181 ông ta là một Phật tử và được cho là đã mở rộng (hoặc hoàn thành) một số đền của Jayavarman VII. Trong vương quốc yên bình của ông, người Khmer mất quyền kiểm soát Champa và vương quốc Sukhothai mới hình thành dưới quyền của Sri Indraditya đã giành quyền sở hữu của một số vùng lãnh thổ phía tây.